# Jane's Fighting Ships

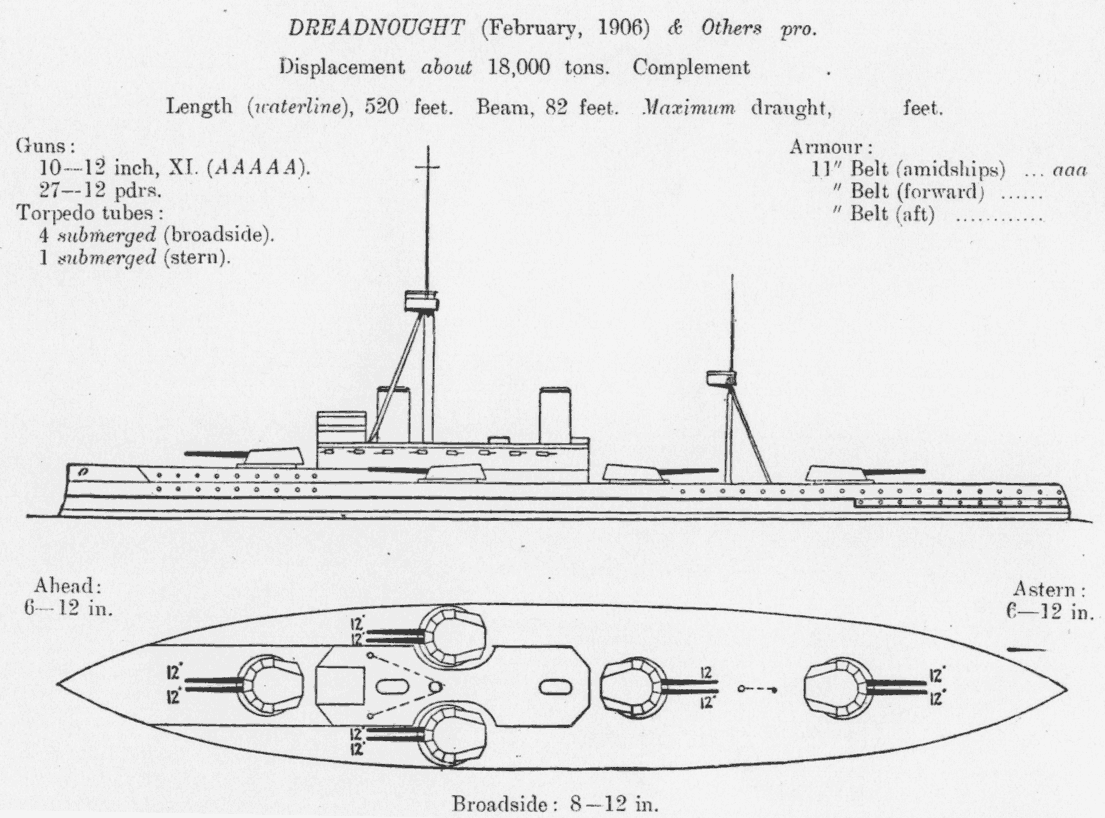
Descrição do HMS Dreadnought na edição de 1906-07 do Jane´s Fighting Ships.

Jane´s Fighting Ships é um anuário naval, é um livro de referência com informações sobre todos os navios de guerra do mundo, organizados por nação, incluindo informações sobre os nomes dos navios, dimensões, armamentos, silhuetas e fotografias publicado desde 1898.

## História
A publicação passou a ser editada por John F. T. Jane (também conhecido como "Fred T."), e relaciona todos os navios de guerras de todas as nações incluindo os seus nomes, características e dimensões, armamento, silhuetas e fotos, entre outras informações.